# True Love (album de Pat Benatar)
Pour les articles homonymes, voir True Love (homonymie).
Albums de Pat Benatar
Wide Awake in Dreamland
(1988) Gravity's Rainbow
(1993)
Singles
1. True Love
Sortie : 15 avril 1991

True Love est le 8e album studio de Pat Benatar, sorti en 1991. L'album mélange reprises et chansons originales de jump blues.
L'album se classe à la 37e position dans les charts américain du Billboard 200 la semaine du 18 mai 1991. L'album se classe également à la 30e position en Suède et en Nouvelle-Zélande, 39e en Suisse, 40e au Royaume-Uni et 52e aux Pays-Bas.

## Liste des titres
| No  | Titre                                                   | Auteur                                    | Durée |
| --- | ------------------------------------------------------- | ----------------------------------------- | ----- |
| 1.  | Bloodshot Eyes                                          | Hank Penny, Ruth Hall                     | 2:49  |
| 2.  | Payin' the Cost to Be the Boss                          | B. B. King                                | 3:15  |
| 3.  | So Long                                                 | Remus Harris, Russ Morgan, Irving Melsher | 3:59  |
| 4.  | I've Got Papers on You                                  | B. B. King, Jules Taub]                   | 2:23  |
| 5.  | I Feel Lucky                                            | Neil Giraldo, Myron Grombacher            | 4:31  |
| 6.  | True Love                                               | Neil Giraldo, Pat Benatar                 | 4:42  |
| 7.  | The Good Life                                           | Neil Giraldo, Myron Grombacher            | 4:11  |
| 8.  | Evening                                                 | Mitchell Parish, Harry White              | 3:43  |
| 9.  | I Get Evil                                              | Tampa Red                                 | 3:12  |
| 10. | Don't Happen No More                                    | Obie Jessie                               | 2:43  |
| 11. | Please Come Home for Christmas (titre bonus version CD) | Gene Redd, Charles Brown                  | 3:09  |